# Dans le secret des villes
Dans le secret des villes (Cities of the Underworld) est une série documentaire diffusée pour la première fois le 2 mars 2007, sur la chaine History Channel.
L'émission explore l'environnement souterrain et la culture sous différentes civilisations.
La série a été accueillie et narrée par Eric Geller pendant une courte période dans la saison 1, puis avec Don Wildman, pour le reste de la série.
L'émission est diffusée en France sur la chaine Planète+.

## Épisodes

### Saison 1
| No | No épisode USA | No épisode France | Date de sortie  | Titre original                               | Titre français                                              | Pays       | Présentateur |
| -- | -------------- | ----------------- | --------------- | -------------------------------------------- | ----------------------------------------------------------- | ---------- | ------------ |
| 1  | 101            | 106               | 02 mars 2007    | "Istanbul"                                   | Istanbul, la ville des trois empires                        | Turquie    | Eric Geller  |
| 2  | 102            | 108               | 23 avril 2007   | "Scotland's Sin City"                        | Édimbourg, dix siècles de mystères                          | Écosse     | Eric Geller  |
| 3  | 103            | 109               | 30 avril 2007   | "Hitler's Underground Lair"                  | Berlin, l'empire souterrain d’Hitler                        | Allemagne  | Eric Geller  |
| 4  | 104            | 101               | 07 mai 2007     | "Rome's Hidden Empire"                       | Rome ou l'empire enfoui                                     | Italie     | Eric Geller  |
| 5  | 105            | 105               | 14 mai 2007     | "Catacombs of Death"                         | Paris, sous les paves, vingt siècles d'histoire             | France     | Eric Geller  |
| 6  | 106            | 112               | 21 mai 2007     | "City of Caves"                              | dans les sous-sols de Budapest, 2000 ans d'histoire secrète | Hongrie    | Eric Geller  |
| 7  | 107            | 111               | 04 juin 2007    | "New York"                                   | New-York, les dessous de la grosse pomme                    | États-Unis | Eric Geller  |
| 8  | 108            | 107               | 11 juin 2007    | "London's Lost Cities"                       | Londres, underground                                        | Angleterre | Eric Geller  |
| 9  | 109            | 103               | 18 juin 2007    | "Beneath Vesuvius"                           | Pompéi a l'ombre du Vésuve                                  | Italie     | Don Wildman  |
| 10 | 110            | 113               | 25 juin 2007    | "Freemason Underground"                      | Boston-Philadelphie, sous l'emprise des francs-maçons       | États-Unis | Don Wildman  |
| 11 | 111            | 110               | 09 juillet 2007 | "Vlad III the Impaler Dracula's Underground" | Bucarest, les catacombes du vampire                         | Roumanie   | Don Wildman  |
| 12 | 112            | 104               | 16 juillet 2007 | "Secret Pagan Underground"                   | les civilisations enterrées de la Cappadoce                 | Turquie    | Don Wildman  |
| 13 | 113            | 114               | 23 juillet 2007 | "Underground Bootleggers"                    | Portland, les souterrains de la mafia                       | États-Unis | Don Wildman  |
| 14 | 114            | 102               | 30 juillet 2007 | "Rome: The Rise"                             | Rome, métropole intemporelle                                | Italie     | Eric Geller  |

### Saison 2
| No | No épisode USA | No épisode France | Date de sortie  | Titre original                    | Titre français                            | Pays               | Présentateur |
| -- | -------------- | ----------------- | --------------- | --------------------------------- | ----------------------------------------- | ------------------ | ------------ |
| 15 | 201            | 202               | 28 janvier 2008 | "Underground Apocalypse"          | Jérusalem, la peur du jugement dernier    | Israël             | Don Wildman  |
| 16 | 202            | 211               | 04 février 2008 | "Vietnam"                         | Vietnam, les tranchées de l'ombre         | Asie du sud-est    | Don Wildman  |
| 17 | 203            | 212               | 11 février 2008 | "A-Bomb Underground"              | Tokyo, les sous-sols de la bombe atomique | Japon              | Don Wildman  |
| 18 | 204            | 204               | 25 février 2008 | "Viking Underground"              | Dublin, la force des vikings              | Irlande            | Don Wildman  |
| 19 | 205            | 206               | 03 mars 2008    | "Hitler's Last Secret"            | Prague, le dernier secret d'Hitler        | République Tchèque | Don Wildman  |
| 20 | 206            | 203               | 10 mars 2008    | "Maya Underground"                | Belize, la splendeur des mayas            | Amérique centrale  | Don Wildman  |
| 21 | 207            | 208               | 17 mars 2008    | "Mob Underground"                 | Chicago, les dessous de la Mafia          | États-Unis         | Don Wildman  |
| 22 | 208            | 201               | 24 mars 2008    | "Prophecies From Below"           | Jérusalem, le berceau des prophéties      | Israël             | Don Wildman  |
| 23 | 209            | 207               | 31 mars 2008    | "New York: Secret Societies"      | Descente au cœur de New-York              | États-Unis         | Don Wildman  |
| 24 | 210            | 209               | 14 avril 2008   | "Washington, D.C.: Seat of Power" | Washington, le siège du pouvoir           | États-Unis         | Don Wildman  |
| 25 | 211            | 205               | 21 avril 2008   | "Stalin's Secret Lair"            | Moscou, les dessous du Kremlin            | Russie             | Don Wildman  |
| 26 | 212            | 210               | 28 avril 2008   | "Katrina Underground"             | Nouvelle-Orléans, après l'ouragan         | États-Unis         | Don Wildman  |
| 27 | 213            | 213               | 05 mai 2008     | "Secret Soviet Bases"             | Ukraine, bases secrètes soviétiques       | Ukraine            | Don Wildman  |

### Saison 3
| No | No épisode USA | No épisode France | Date de sortie   | Titre original             | Titre français                              | Pays       | Présentateur |
| -- | -------------- | ----------------- | ---------------- | -------------------------- | ------------------------------------------- | ---------- | ------------ |
| 28 | 301            | 303               | 26 octobre 2008  | "City of Blood"            | Londres, les enfers du royaume              | Angleterre | Don Wildman  |
| 29 | 302            | 312               | 02 novembre 2008 | "Tunnels of Hell"          | Okinawa, les tunnels de l'enfer             | Japon      | Don Wildman  |
| 30 | 303            | 308               | 09 novembre 2008 | "Real Mafia Underground"   | Sicile, les souterrains de la mafia         | Italie     | Don Wildman  |
| 31 | 304            | 310               | 16 novembre 2008 | "Secret Sin City"          | Las Vegas, l'envers du décor                | États-Unis | Don Wildman  |
| 32 | 305            | 306               | 24 novembre 2008 | "Hitler's Trenches"        | Belgique, dans les tranchées d'Hitler       | Belgique   | Don Wildman  |
| 33 | 306            | 302               | 01 décembre 2008 | "Barbarians' Lair"         | Europe, l'age des ténèbres                  | Luxembourg | Don Wildman  |
| 34 | 307            | 307               | 08 décembre 2008 | "Land of Manson"           | Los Angeles, le territoire de la peur       | États-Unis | Don Wildman  |
| 35 | 308            | 304               | 15 décembre 2008 | "Gladiators: Blood Sport"  | Rome antique, l'ère des gladiateurs         | Italie     | Don Wildman  |
| 36 | 309            | 309               | 22 décembre 2008 | "Secret Holy Land"         | Éthiopie, la terre sainte enfouie           | Éthiopie   | Don Wildman  |
| 37 | 310            | 313               | 12 janvier 2009  | "Under The Rock"           | San Francisco, les dessous d’Alcatraz       | États-Unis | Don Wildman  |
| 38 | 311            | 311               | 26 janvier 2009  | "Tomb of the Lost Mummies" | Égypte, les souterrains millénaires         | Égypte     | Don Wildman  |
| 39 | 312            | 305               | 02 février 2009  | "Gods of War"              | Turquie, dans les entrailles des cités d'or | Turquie    | Don Wildman  |
| 40 | 313            | 301               | 09 février 2009  | "Alcatraz Down Under"      | Sydney, le bagne du bout du monde           | Australie  | Don Wildman  |